# Standard Lieja (femenino)
El Standard Fémina de Liège es la sección femenina del Standard Lieja, un club de fútbol belga, de Lieja. Disputa sus partidos en el Campo 2 de la ciudad del Standard. Actualmente disputa la Superliga Femenina de Bélgica primera división del fútbol femenino en Bélgica
Se fundó en 1971 como Saint-Nicolas FC, y en 1974 se convirtió en la sección femenina del Standard. Es el equipo femenino más laureado de Bélgica con 16 ligas, 12 de ellas entre 1974 y 1994. Luego estuvo 15 años sin ganarla, pero desde 2009 ha ganado otras cuatro.
En la Liga de Campeones no ha pasado de los dieciseisavos de final tras cinco apariciones.

## Títulos
- 17 Ligas: 1974, 1976, 1977, 1978, 1982, 1984, 1985, 1986, 1990, 1991, 1992, 1994, 2009, 2011, 2012, 2013, 2014
- 8 Copas: 1976, 1986, 1989, 1990, 1995, 2006, 2012, 2014
- 2 Supercopas BeNe: 2011, 2012
- 2 Supercopas belgas: 1984, 1986, 1989, 2004, 2009

## Trayectoria en la Liga de Campeones
| 2010 |                                     | 0-0 1-3 Montpellier |
| 2012 |                                     | 0-2 4-3 Brondby     |
| 2013 |                                     | 1-3 0-5 Turbine     |
| 2014 |                                     | 2-2 1-3 Glasgow     |
| 2015 | 0-1 Ouriense, 10-0 Cardiff, 1-0 ASA |                     |